# Романова Ірина Миколаївна
Ірина Миколаївна Романова(народилася 20 квітня 1972 року в Одесі, Українська РСР, СРСР)— радянська та українська фігуристка, виступає в танцях на льоду в парі зі своїм чоловіком Ігорем Ярошенком. Вони — бронзові призери чемпіонату СРСР, п'ятикратні чемпіонати України, бронзові призери чемпіонату Європи та багатогранні призери етапів серії Гран-прі.
З трьох років відвідувала уроки балету, що стало невід'ємною складовою її подальшої ковзанярської кар'єри.
У 1996 році на чемпіонаті Європи дует Ірини Романової та Ігоря Ярошенка здобув бронзову медаль, яка стала першою в історії незалежної України медаллю в танцях на льоду.
Після закінчення Олімпіади-1998 закінчила спортивну кар'єру і разом з чоловіком залишилася в США (спочатку проживали в Массачусетсі, а пізніше — у Денвері).
1. ↑  Iryna Romanova Bio, Stats, and Results | Olympics at Sports-Reference.com. web.archive.org. 3 грудня 2016. Архів оригіналу за 17 грудня 2012. Процитовано 3 червня 2021.
2. ↑  Ihor Yaroshenko Bio, Stats, and Results | Olympics at Sports-Reference.com. web.archive.org. 4 грудня 2016. Архів оригіналу за 14 грудня 2012. Процитовано 3 червня 2021.
3. ↑  Irina Romanova Qualifications & Fees. web.archive.org. 18 травня 2007. Архів оригіналу за 18 травня 2007. Процитовано 3 червня 2021.
4. ↑  Ballet Résumé for Irina Romanova. web.archive.org. 3 травня 2007. Архів оригіналу за 3 травня 2007. Процитовано 3 червня 2021.
5. 1 2  Ирина Романова: «Вместо катка предложили работу в McDonalds». СПОРТ.UA (рос.). 27.08.2010. Процитовано 3 червня 2021.